# Portoviejo
Portoviejo (spanskt uttal: [poɾtoˈβjexo], locally [poɾtoˈβjeho]) är en stad i Manabíprovinsen i Ecuador. 2001 ingick invånarna till 172 000 i antalet. Staden är en av de politiskt och ekonomiskt viktigare längsmed Portoviejofloden.
Staden grundades 1535 av spanjoren Francisco Pacheco.

### Fotnoter
1. ↑  ”Portoviejo” (på danska). Den Store Danske. http://www.denstoredanske.dk/Geografi_og_historie/Syd-_og_Mellemamerika/Colombia_og_Ecuador/Portoviejo. Läst 11 maj 2014.